# Kostel svatého Martina z Tours (Třebíč)
Kostel svatého Martina z Tours v Třebíči je římskokatolický kostel se 75 metrů vysokou městskou věží zasvěcený svatému Martinovi, který se nachází na Martinském náměstí, které bylo pojmenováno podle patrona kostela a dle opata třebíčského kláštera Martina II., ve Vnitřním Městě. Byl založen někdy kolem poloviny 13. století opatem Martinem, během 14. století se kostel stal farním.
V roce 1502 nechal Vilém z Pernštejna přestavět kostel a z této doby existují dveře u sakristie, klenby, chodby a další věci. V roce 1628 byl kostel získán Adamem z Valdštejna, dosadil po nějaké době, kdy kostelu vládli protestanti, katolického faráře. Byly opraveny varhany, zřízeny boční oltáře a byla postavena fara. Po roce 1707 byly uskutečněny barokní úpravy, zvětšena boční kaple sv. Anny a sv. Josefa a za dalších devět let byl stržen kůr a kostel byl propojen s městskou věží. V roce 1905 byla okna nahrazena kovovými a proraženy světlíky.

## Stavební vývoj

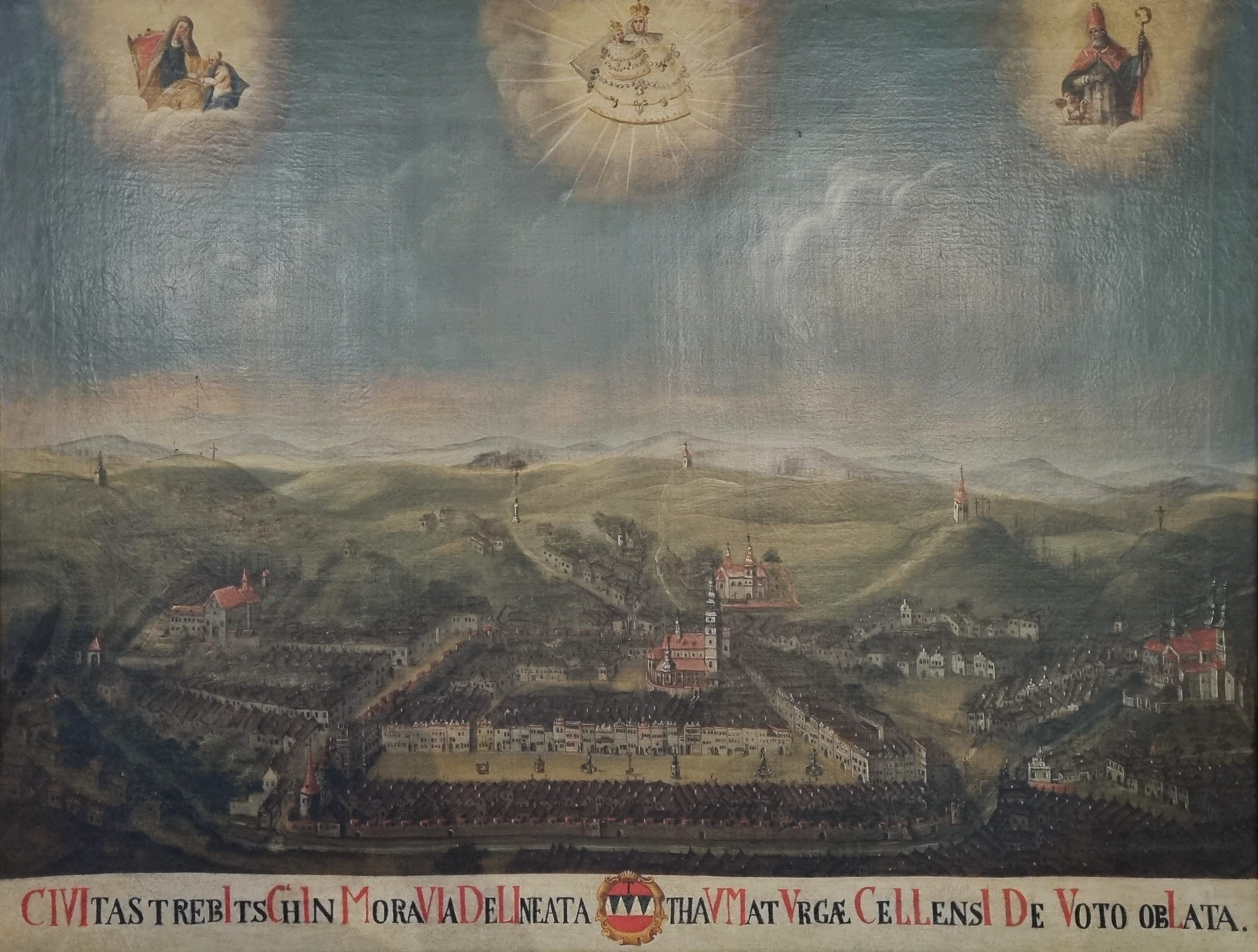
Votivní obraz města Třebíče z roku 1766

Chrám měl být podle tradice založen již v roce 1115 třebíčskými benediktinskými mnichy. Dle jiných zdrojů byl chrám založen v druhé polovině 13. století. Původní stavba na místě dnešního kostela sv. Martina byla vystavěná ze dřeva, kamenná stavba měla být provedena až během patronace opata Martina (mezi lety 1210–1211). Původní rozměry chrámu byly mnohem menší, než je tomu dnes – za oblast původního kostela je pokládán prostor kolem novodobého presbytáře. Během válek mezi Jiřím z Poděbrad a Matyášem Korvínem (viz Bitva o Třebíč) byl kostel silně poškozen, opravy byly provedeny až na popud Viléma z Pernštejna v roce 1483. Ještě v roce 1662 byla kamennou klenbou krytá jen oblast presbytáře, zbylé části kostela (loď, kůr, kazatelna) byly kryty pouze dřevem. V roce 1699 byla přestavěna oblast dřevěných kůrů (v souvislosti s úpravou varhan).
K velkým změnám došlo po roce 1707, kdy byla zbourána kaple sv. Anny a hned další rok došlo k zvětšení prostor zbylých po této kapli. Stavební práce pokračovaly i později, v roce 1715 došlo ke stejným úpravám v protější kapli sv. Josefa. V témže roce byla věž propojena s kostelem. O rok později došlo ke stržení dřevěného kůru, jež byl poškozen v roce 1468, rozšíření bočních lodí a také byly vystavěny galerie v patře. V témže roce mělo dojít k propojení kostela s věží. V roce 1718 došlo k prodloužení sakristie, tak, aby byl obestavěn celý presbytář. Také byl postaven zděný kůr pod věží a na něj byly znovu instalovány varhany a k přeměně původního dřevěného kůru u sakristie na galerii pro městské zastupitelstvo. Protější část téhož kůru byla přeměněna na panskou oratoř. Další větší úpravy proběhly v roce 1775, sakristie byla pokryta šindelem.

Další velké změny proběhly po roce 1905, garantem stavby byl kostelní a konkurenční výbor. Stavby provedl městský stavitel Raimund Wolf a to pod patronací autora oprav prof. Karla Welzla z Brna. Byly vytrhány všechny dřevěné rámy oken a nahrazeny rámy kovovými pro barevná skla. Rovněž byly vytrhány původní kamenné zárubně dveří a nahrazeny novými z mrákotínské žuly. V sakristii byla vytrhána i původní dlažba, která posloužila k opravě dlažby hlavní lodi. Sakristie a část lodi byla vydlážděna novou cementovou dlažbou. Střecha sakristie byla stržena a nahrazena novou plochou střechou s terasou, balustrádou a vázami. Byly rovněž opraveny schody do galerií a oratoře, v těchto prostorech byly upraveny i stropy a strženy malé věže. Do stěn uvnitř chrámu byly zapuštěny kabely pro 120 V a stěny byly připraveny pro malbu a štukování. Rovněž došlo k nalíčení venkovní fasády kostela. Byly postaveny i kamenné schody do chrámu. Také byly přemalovány obrazy na stěnách kostela, stropní malby provedl profesor gymnázia Josef Kozlanský, dekorativní malbu provedl Jakub Ballon. Byly osazeny i nová barevná okna – 40 s ornamenty a 4 s obrazy dle návrhů B. Škardy. Opraveno a upraveno bylo rovněž okolí chrámu. Cena za tyto práce se vyšplhala na 64646 Korun a 90 Krejcarů, cca 52000 věnoval hrabě Waldstein, zbytek byl půjčen ze záložny.

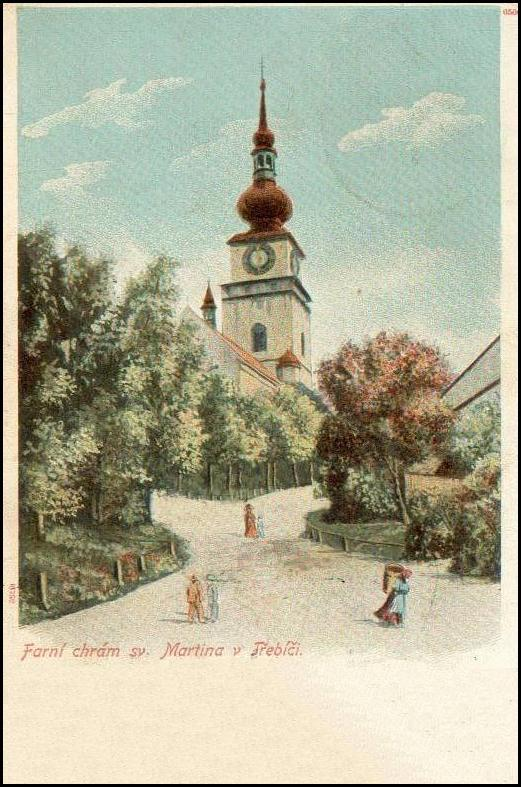
Kostel svatého Martina s věží v roce 1901

V roce 1926 proběhla další velká oprava, byly instalovány ochranné sítě do oken, byla opravena střecha kostela i fary, byly rovněž opraveny okapy a kopule obou kaplí. Kostel i fara byly nově omítnuty, byly natřeny i všechny dveře a také opravena zábradlí. Proběhla i výměna původních váz na balustrádě terasy, původní se již rozpadly. Za dalších šest let byl vymalován presbytář a proběhlo i očištění žebroví. V roce 1954 byly převedeny elektrické rozvody na 220 V. V roce 1967 proběhla oprava fasády na celém kostele, byly opraveny římsy, terasa a také byly znovuopraveny okapy. Rovněž byly opravena chrámová okna, oprava měla být provedena dokonale a tak ušetřit velké náklady, opravdu provedl sklenářský mistr Sedláček. Náklady na opravy v roce 1967 dosáhly výše 155513 Kčs, z nichž více než 60000 Kčs bylo získáno od farníků. O další dva roky proběhla výmalby vnitřních prostor kostela. Byly sejmuty přemalby kostelních fresek na stropě a nejstarší malby byly konzervovány hlinkou. Proběhla i rekonstrukce soch a dalších ozdob chrámu.
Další opravy vnějších fasád proběhly v roce 1976, byla oplechována terasa a vyměněny sítě v oknech. O rok později proběhly i opravy apsidy a střechy. O několik let později došlo i k překladu všech schodišť, v roce 1986 byl pod schodištěm na kůr zbudován záchod. Po revoluci proběhly další úpravy a opravy, v roce 1991 bylo instalováno topení a upraveny galerie v chrámu. Při této rekonstrukci byly upraveny i podlahy. Při těchto úpravách se narazilo na klenbu krypty, do klenby byl proražen v červenci otvor a byly do ní spuštěni archeologové. Krypta byla prázdná, pouze v ossariu, které se nalézá pod hlavním oltářem kostela, byly nalezeny kosterní ostatky a zbytky starých rakví. Součástí těchto prostor je ossarium, hlavní krypta, vedlejší krypta, schodiště do krypty a spojovací chodba. K zazdění prostor krypty došlo pravděpodobně při úpravách v roce 1905, v té době byly tyto prostory údajně mnohem větší. Mezi lety 1995 a 1996 byly opět opraveny fasády.
V roce 2001 byly opraveny schody ke vchodu kostela. V roce 2011 proběhly opravy fary. V roce 2015 došlo k opravám teplovodu poblíž věze kostela sv. Martina, kdy zároveň došlo i k archeologickému průzkumu a nálezu dosud neznámé kostnice či pohřební kaple vyplněné kostmi. Pozůstatky stavby byly vystaveny vysokému žáru a zřejmě tak přes svým zánikem vyhořely. Rovněž byl nalezen 15 metrů dlouhý příkop, který byl zřejmě fortifikací či formálním ohrazením kostela.

## Vnitřní vybavení

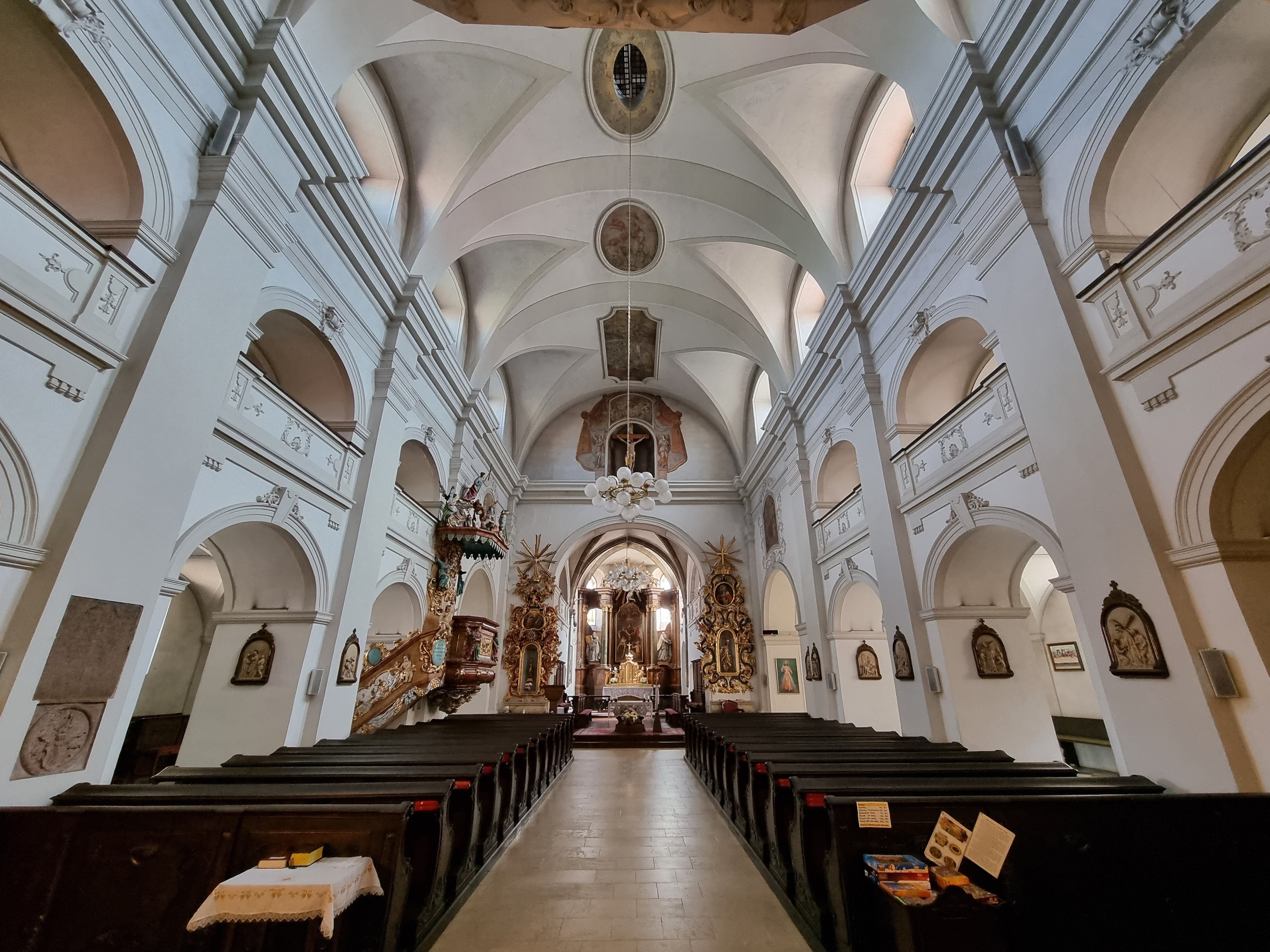
Interiér

Umělecká výzdoba kostela pochází převážně z doby baroka od sochařů Josefa Winterhaldera staršího a Štěpána Pagana. Obrazy na boční oltáře dodal brněnský malíř František Vavřinec Korompay. Zvláště cenné jsou povrchové úpravy oltářů technikou stucco lustro s různými architektonickými a přírodními scenériemi. Další jednotlivá díla pochází z počátku 20. století, respektive roku 1905, kdy byl kostel generálně opravován.
- Hlavní oltář – je z roku 1756 a má obraz sv. Martina dělící se o plášť se žebrákem od Josefa L. Šichana datovaný rokem 1888, se sochařskou a štukovou výzdobou Josefa Winterhaldera st. z let 1758–1759. Teprve nedávno se podařilo identifikovat původní obraz ve sbírkách Moravské galerie, připsaný dílně rakouského akademického malíře Paula Trogera.[9][10] Na vrcholu oltáře se nachází Winterhalderovo sousoší Apoteóza sv. Martina doprovázeného andílky s biskupskými atributy, berlou a mitrou. Na brankách oltáře jsou sochy sv. biskupů, kteří nebyli dosud spolehlivě identifikováni. V souvislosti se sv. Martinem lze uvažovat u světce s knihou o sv. Hilariovi a u světce s kamením v klobouku o sv. Liboriovi. Zlacený svatostánek s andílky je završený hořícím glóbem, na kterém je umístěn krucifix. Na parapetu oken v presbytáři jsou sochy Archanděla Michaela a Anděla Strážného s novodobou polychromií, připisované též Winterhalderovi.
- Oltáře sv. Václava a Zvěstování při vítězném oblouku – bohaté akantové oltářní nástavce pochází z let 1715–1720. Oltář sv. Václava má v proskleném výklenku sochu přemyslovského knížete od Štěpána Pagana a oltář Zvěstování sošku Panny Marie podle staršího gotického vzoru. Obrazy Zvěstování a sv. Ludmily v nástavcích jsou od anonymního autora.
- Kaple sv. Anny s oltářem – pochází stejně jako hlavní oltář z roku 1756 se sochařskou a štukovou výzdobou J. Winterhaldera st. z let 1759–1760. Centrální prostor dnes vyplňuje sousoší sv. Anny s Pannou Marií. Do roku 1905 zde ale visel obraz Svaté Anny Samotřetí od malíře Františka V. Korompaye, který se dnes nachází pod kůrem. Na volutových konzolách po stranách stojí štukové postavy kněze sv. Zachariáše s kadidelnicí a sv. Jáchyma otce Panny Marie nesoucí miskou s holubicemi. V nástavci sedí Zachariášova manželka sv. Alžběta s malým Janem Křtitelem a andílkem se zlaceným vavřínovým věncem. Celý oltář je pokryt umělou štukovou výzdobou napodobující mramor. Jsou zde vyobrazeny stavby a hrady ve skalnaté krajině. Na klenbě kaple jsou výjevy ze života Panny Marie, které vymaloval profesor třebíčského gymnázia Josef Kozlanský na počátku 20. století. Využil při tom předloh florentského renesančního malíře Giotta. Vitrážová okna zpodobňují sv. Anežku Českou a sv. Ludmilu.
- Kaple sv. Josefa s oltářem – má stejnou historii jako oltář sv. Anny. Ve středu je sousoší sv. Josefa s Ježíškem, která v roce 1905 nahradila původní Korompayův obraz Svaté rodiny. Po stranách stojí socha pastýře s holí, pravděpodobně sv. Jákoba a na druhé straně socha krále Davida. Na vrcholu je postava starší ženy pravděpodobně Josefovy matky Heli s andílkem s atributem rozkvetlé hole. Postavy odkazují na Josefův genealogický původ. Povrch oltáře má štukovou výzdobu s rozličnými ruinami chrámů utápějící se ve vegetaci. Klenba kaple je vymalována osmi výjevy ze života sv. Rodiny. Tyto značně přemalované scény jsou připisované P. Trogerovi. Na vitrážích je sv. Cyril a sv. Metoděj.
- Oltář sv. Jana Nepomuckého v průčelí pravé boční lodi – středu dominuje sousoší sv. Jana Nepomuckého v oblacích s anděly, kteří svými gesty a atributy symbolizují mučedníkovo zpovědní tajemství. Oltář byl zhotoven Štěpánem Paganen v první čtvrtině 18. století.
- Oltář Panny Marie Bolestné poblíž oltáře přechozího – ústřední socha Piety je z roku 1889. Andělé po stranách se symboly ukřižování: hřeby, trnová koruna a houba jsou barokní od Š. Pagana.

### Ostatní vybavení

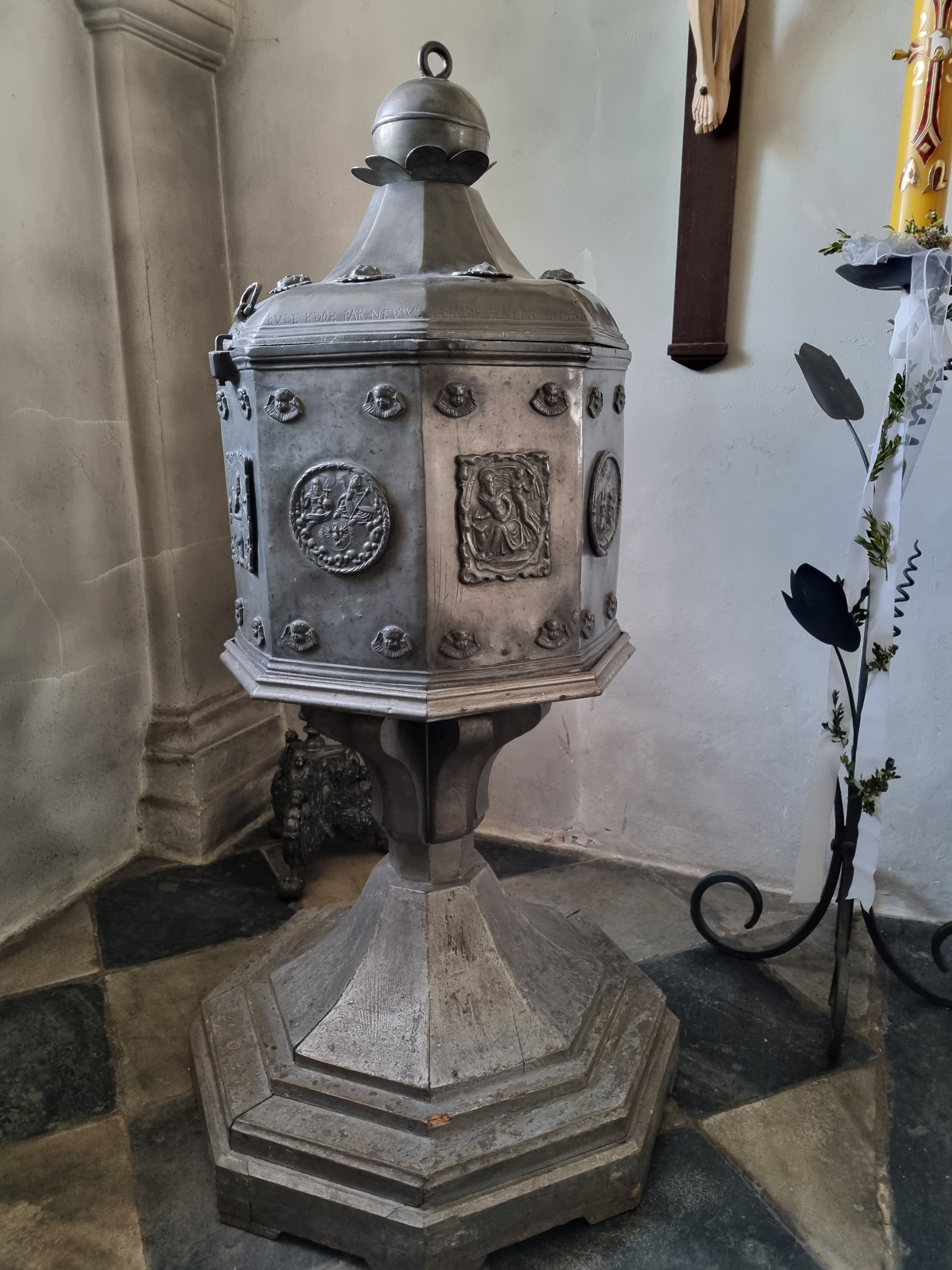
Křtitelnice z roku 1616

- Na čtvrtém pilíři evangelijní strany se nachází kazatelna se sochařskou výzdobou od Štěpána Pagana z roku 1717. Poprseň zdobí reliéf Kázání Krista učedníkům a schodiště výjev Zázračného rybolovu. Dále jsou zde čtyři personifikace ctností – Umírněnost s pohárem, Moudrost s holí s hadem, Statečnost se sloupem a Spravedlnost s váhami. Na stříšce alegorie uzavírají postavy ctností křesťanských – Víra s křížem, Naděje s kotvou a Láska jako matka s dítětem. Původní vzhled kazatelny je znehodnocen novodobou polychromií ze začátku 20. století.

- Pod hudební kruchtou je vedle Korompayových obrazů pověšený také votivní obraz Třebíče, zvaný Mariazellský z roku 1766, Zobrazuje pohled na město od severu a je památkou na četné poutě občanů k zázračné soše Madony v Mariazell. Obraz má významnou vypovídající hodnotu o podobě města před zničujícími požáry v polovině 19. století.

- Po levé straně vstupu do sakristie se nachází cínová křtitelnice z roku 1616 věnovaná Janem Rafaelem Chroustenským z Malovar jeho ženou Annou. Je zdobená tepanými reliéfy Nejsvětější Trojice a evangelistů. Křtitelnice je obklopena mříží z přelomu 16. a 17. století. Dveře do sakristie pocházejí z 2. poloviny 15. století a jsou zdobeny štítky se znaky Pernštejnů a císařské orlice.

- Na druhém pilíři při vstupu je do zdi vsazený náhrobek (epitaf) s erbovní deskou dvou synů zemského erbovního hofmistra Helmharta Jiřího z Tolce, kteří zemřeli 23. srpna 1571 na mor, když jejich rodina projížděla městem směrem do Prahy.
- Nad vítězným obloukem je v nice barokní korpus Ukřižovaného rámovaný malovaným pozadím v podobě rozhrnuté drapérie, pod kterou se nacházejí postavy Boha otce a andělé s nástroji Kristova umučení.

### Varhany

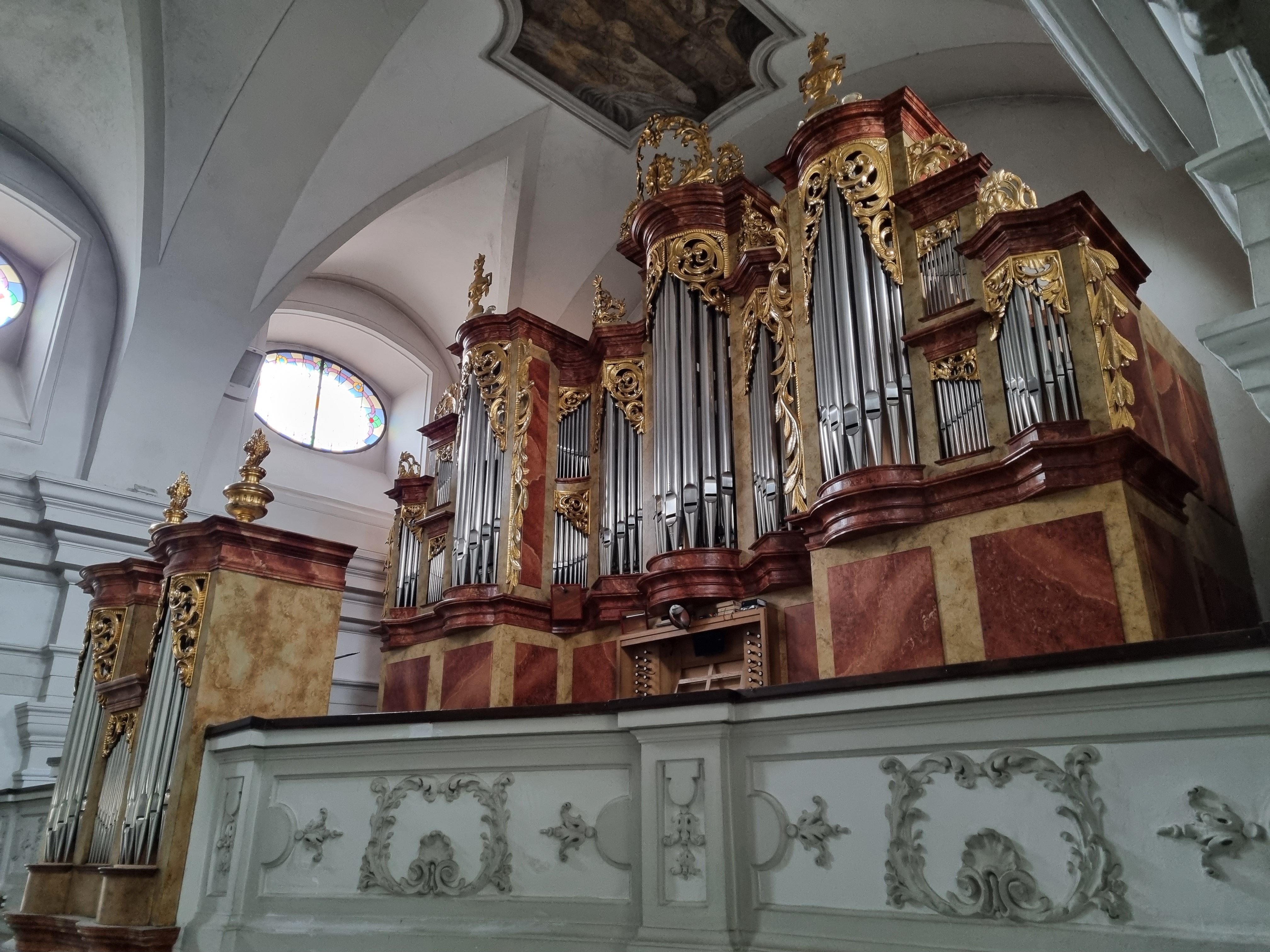
Varhany

Varhany v kostele byly postaveny před rokem 1641, kdy byly v témže roce přestavěny a rozšířeny, snad Matoušem Rozkošem z Brna, v roce 1699 byly varhany opět přestavěny. Na tyto varhany hrál otec místního skladatele Františka Václava Míči. V roce 1796 byly zakoupeny nové varhany do prostor kostela (staré byly přesunuty na kůr hřbitovního kostela Nejsvětější Trojice a definitivně zanikly v roce 1883). Varhany postavil Rouchovanský varhanář Jan Komorník. V roce 1830 byly varhany opět opraveny a v roce 1868 došlo také k opravě varhan, k další opravě došlo roku 1883, tuto opravu platil částečně třebíčský farář Alois Schrotz. V roce 1905 došlo k další opravě a přestavbě varhan. V roce 1931 zanikly staré Komorníkovy varhany, jejich místo zaujal nástroj krnovské firmy Rieger za 120 tisíc korun a k poslední opravě a změně dispozice došlo v roce 1971. Varhany byly poškozeny červotočem a poničila je v roce 1997 voda, která do nich zatekla. V dubnu 2014 byly původní varhany odinstalovány, nové varhany od firmy Kánský - Brachtl byly instalovány v roce 2018, Nové varhany mají tři manuály a 35 rejstříků, celkem jsou složeny z více než 2000 píšťal (celkem 2284 [tento údaj je přejat špatně, skutečné množství je 2288 píšťal, ale včetně nehrajících (ozdobných), hrajících píšťal má nástroj 2234 kusů]). Celková cena nových varhan dosáhla 10,5 milionu korun, do konce roku 2018 bylo nashromážděno od farníků, sponzorů a města Třebíče celkem 8,9 milionu Kč. Dne 11. listopadu 2018 byly varhany požehnány biskupem Vojtěchem Cikrlem v zastoupení pomocného biskupa Pavla Konzbula. Dary na nové varhany do kostela předala i Nadace ČEZ, město Třebíč, Kraj Vysočina a další.

## Hudební archiv a sbor
V kostele je umístěn hudební archiv, byl umístěn v malé místnosti ve věži, v tzv. komoře vší obce. Místnost je římskokatolické farnosti v Třebíči-městě pronajímána od města Třebíče za 1 korunu ročně. Na severní straně místnosti jsou umístěny tři skříně s notovým materiálem. Celkem je v archivu uloženo 687 položek, které byly tříděny zdejším regentem chori Jaroslavem Paikem. V archivu jsou umístěny práce celkem 250 autorů. Katalog existuje v elektronické podobě. Nejstarší skladbou je skladba Missa pastoralis snad od Karla Loosa z roku 1765.
V kostele působí Svatomartinský chrámový sbor, v roce 2006 byl veden Jaroslavem Paikem. Sbor byl založen Jaroslavem Paikem v roce 1965, kdy tak navázal na starší sbory při kostele. V roce 1967 také vznikl dětský sbor pod vedením místního faráře Antonína Slámy, sbor pak zanikl v roce 1973. V roce 1979 pak vznikl i smíšený sbor při kostele sv. Martina. Sbory pod vedením Jaroslava Paika zanikly v roce 1996, byly však zásluhou členů a faráře Jiřího Dobeše obnoveny a působí dál pod hudebním vedením Jaroslava Paika († 2018). V listopadu roku 1981 vznikl i sbor mládeže, tehdy pod názvem Trapas, později byl přejmenován na Sbor třebíčské mládeže a v roce 1994 byl přejmenován a přijal jméno Musica animata, od roku 1998 pak sbor přijal jméno někdejšího sbormistra Milana Diviše, jmenoval se tak Sbor chrámových hudebníků Milana Diviše – Musica animata. (†2018)

## Galerie

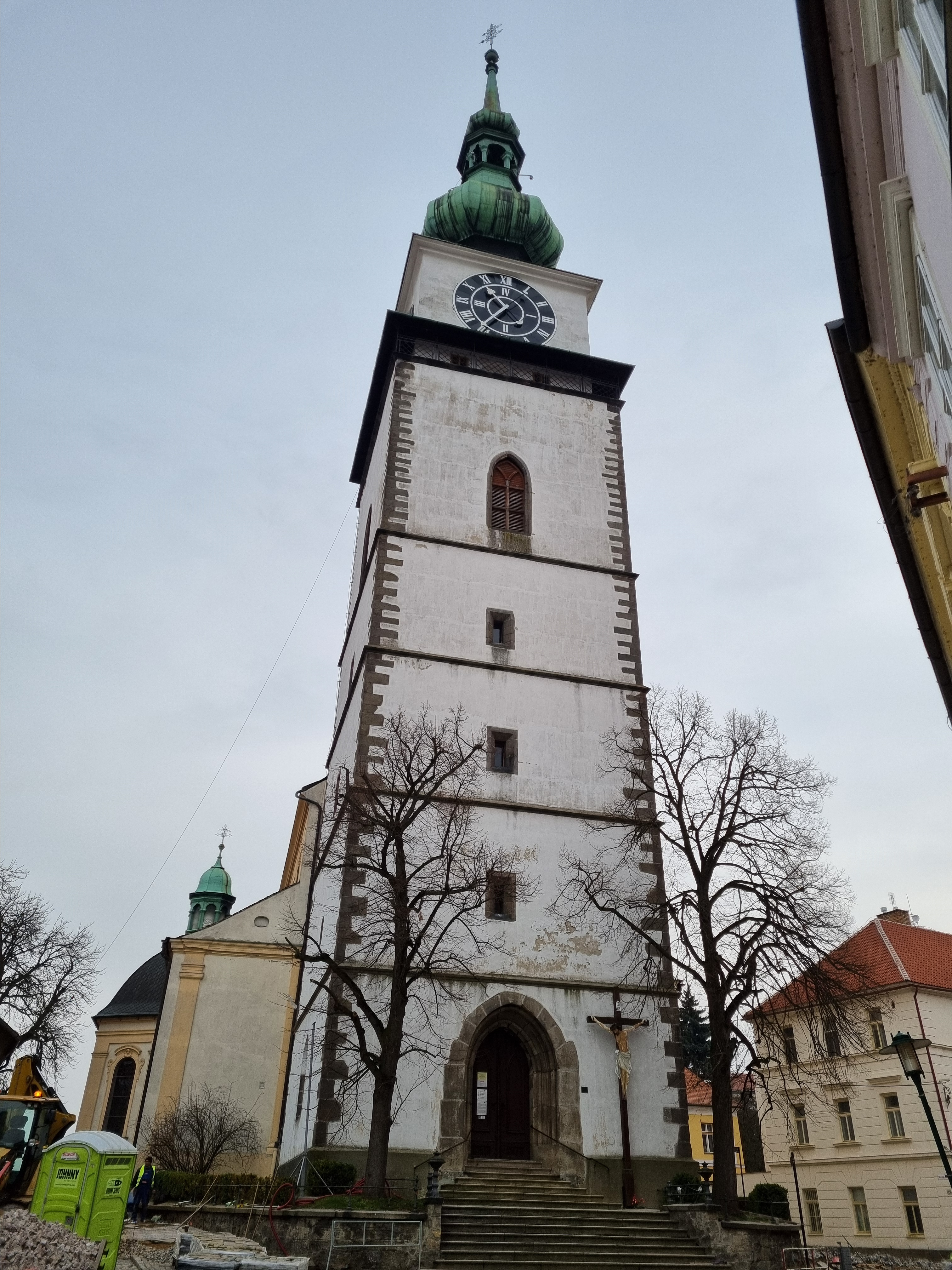
Městská věž
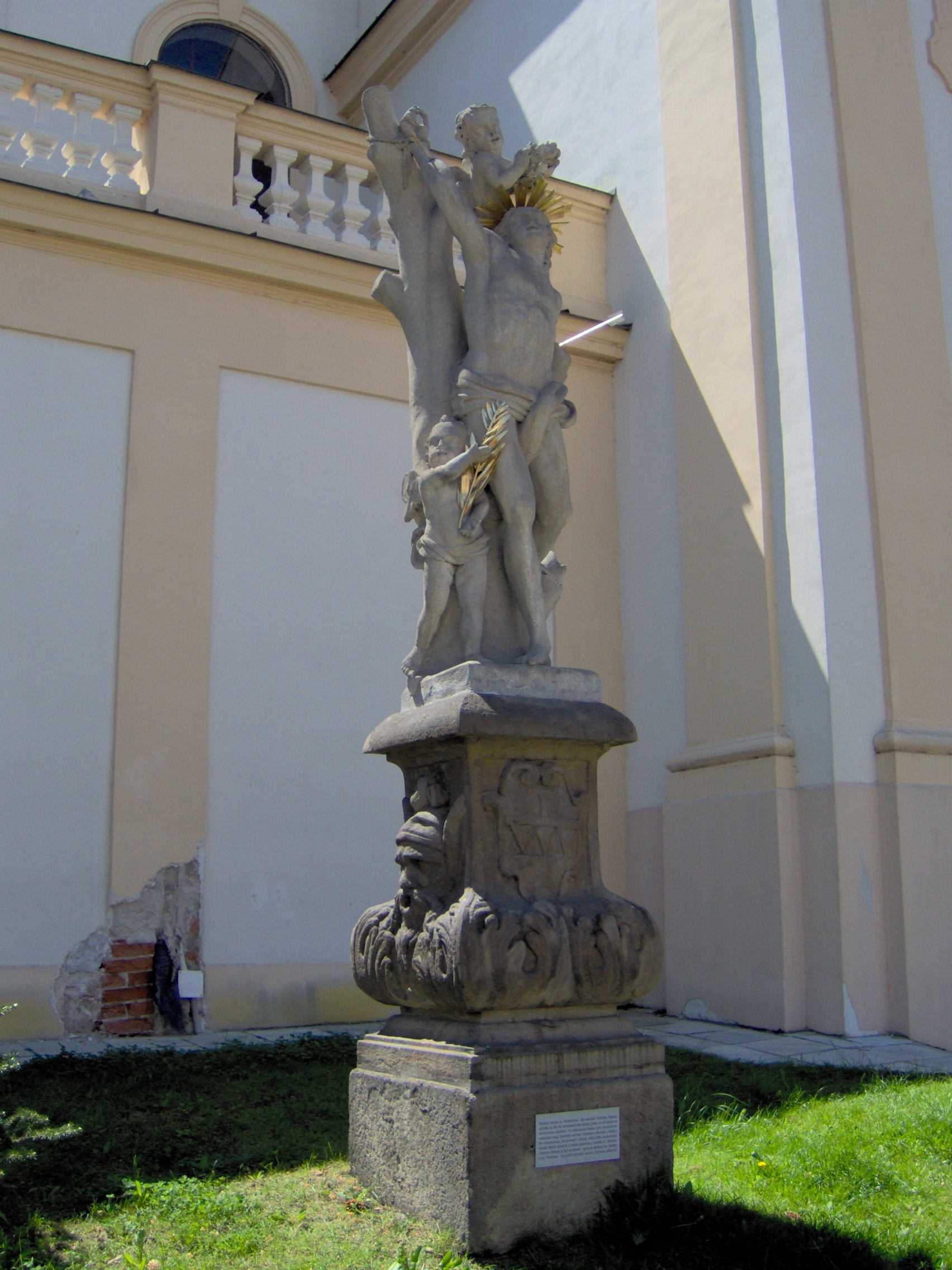
Socha sv. Šebestiána poblíž kostela od Štěpána Pagana z kašny na náměstí
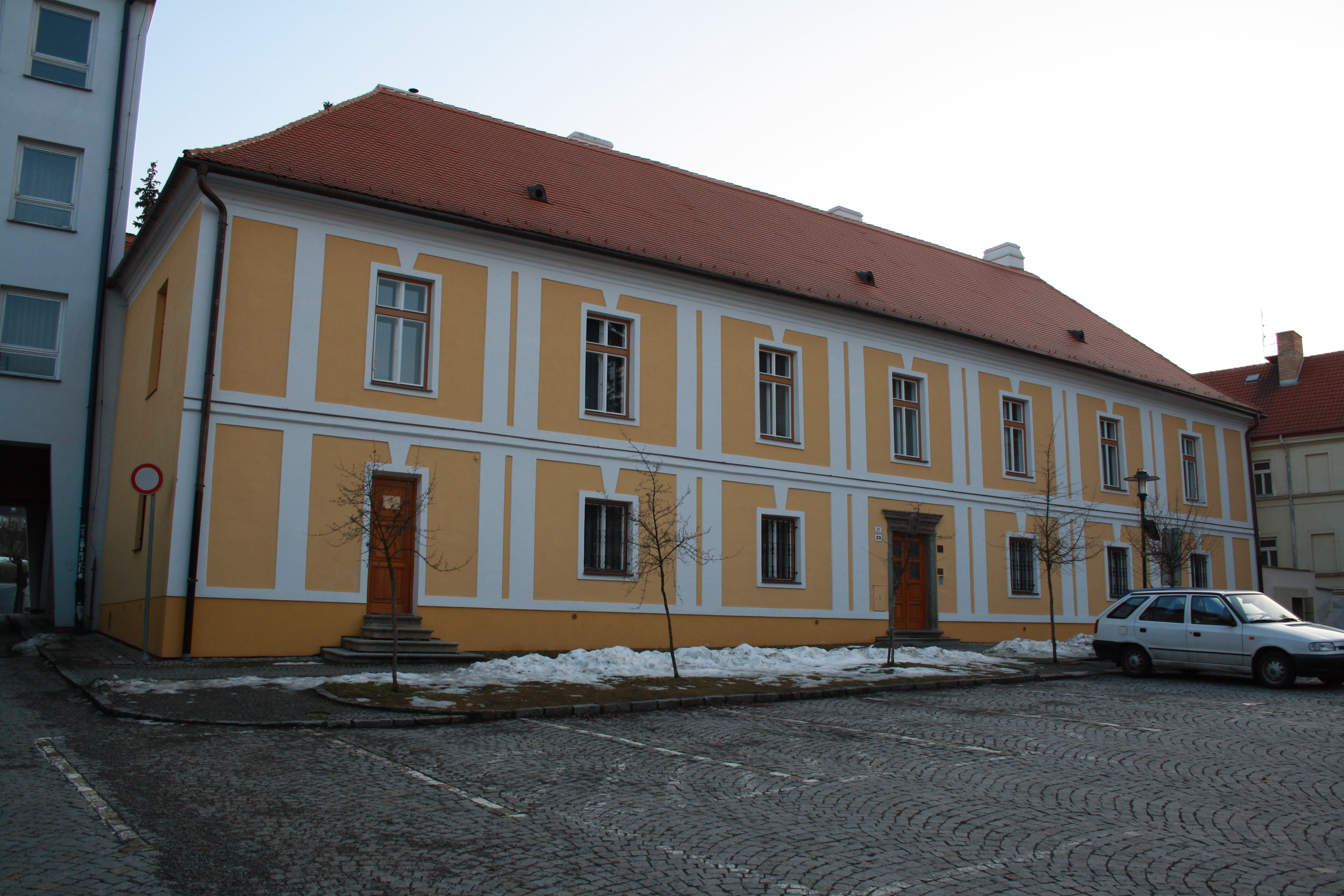
Fara
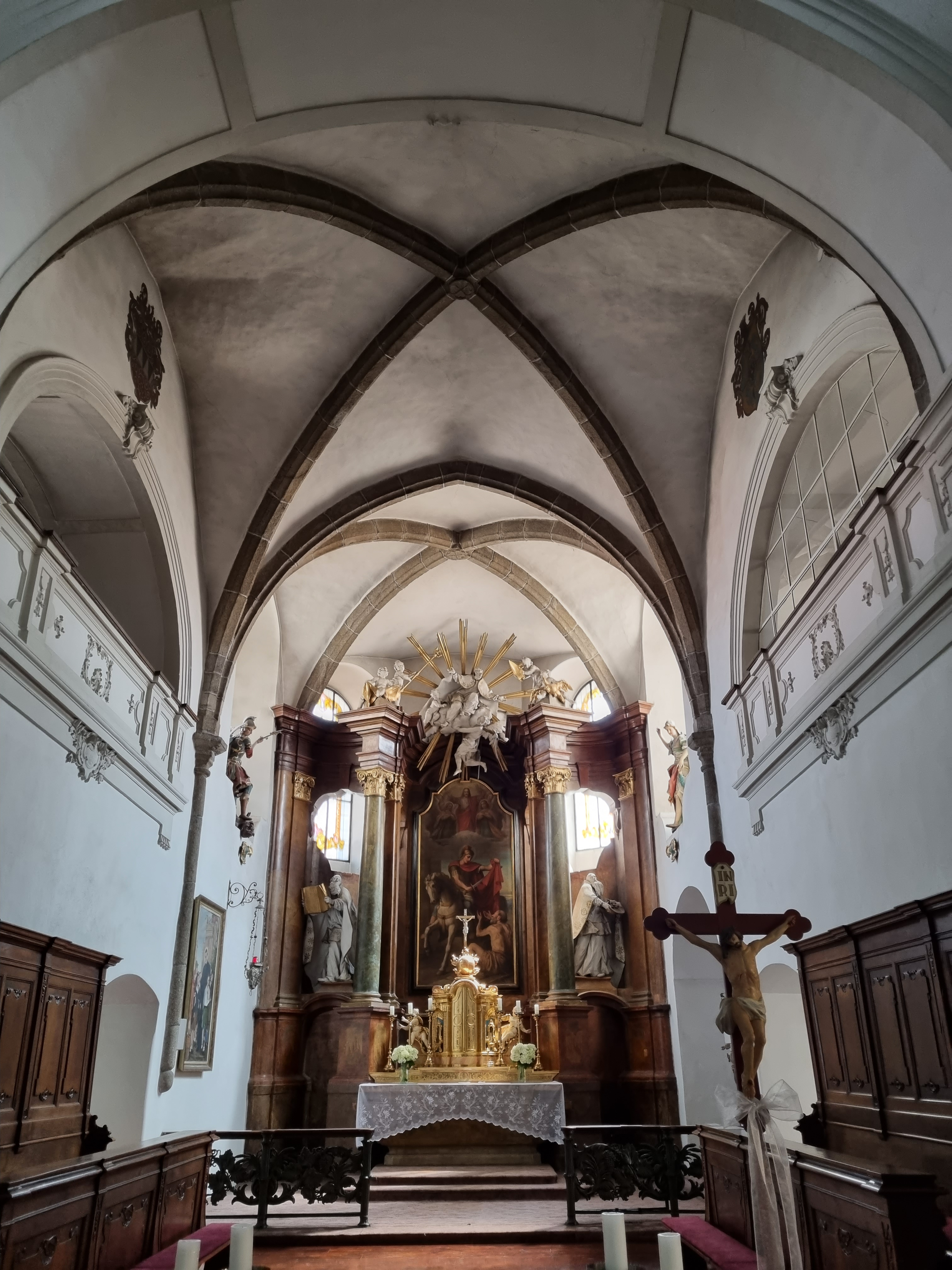
Presbytář s hlavním oltářem
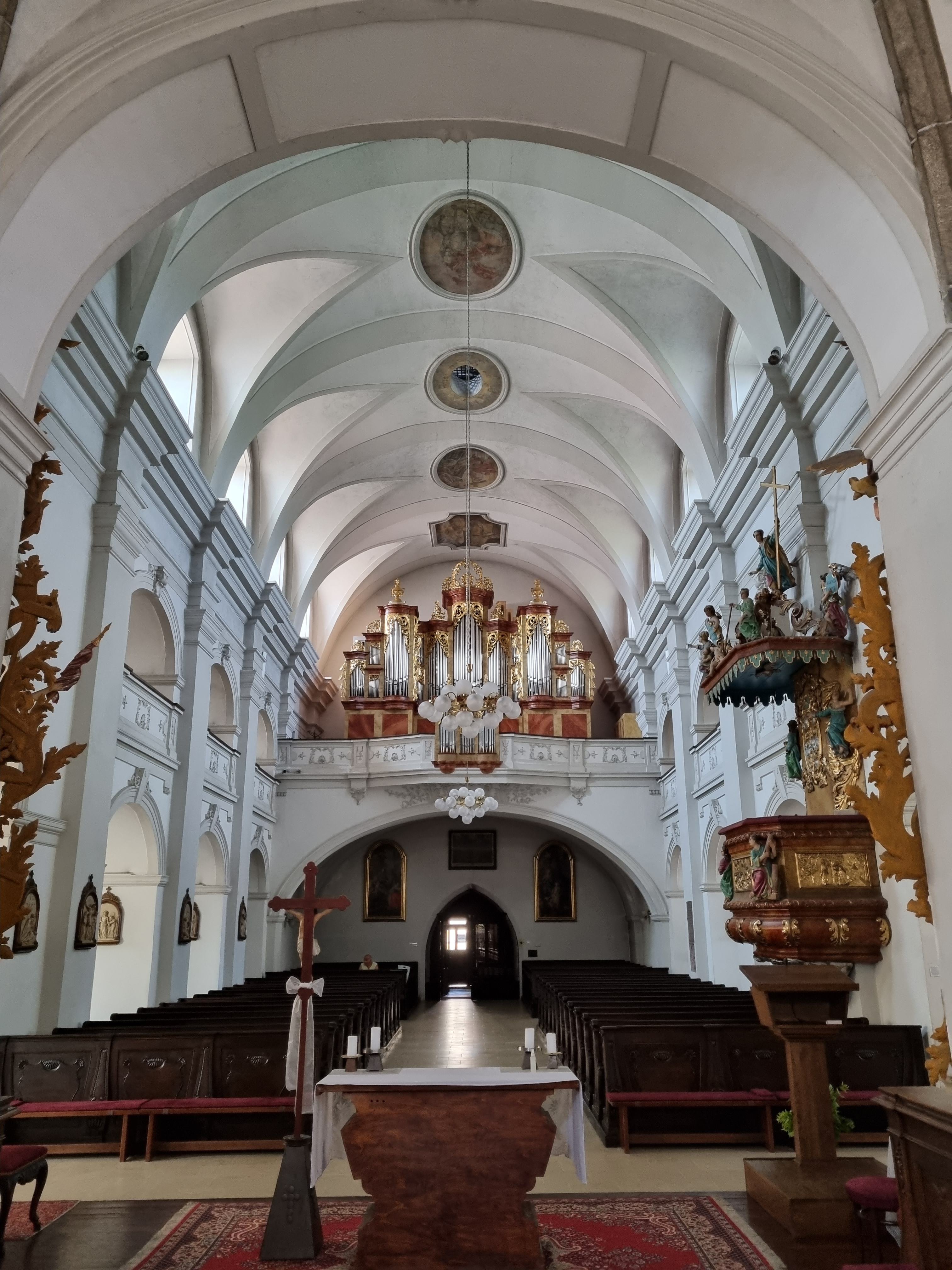
Pohled ke kůru
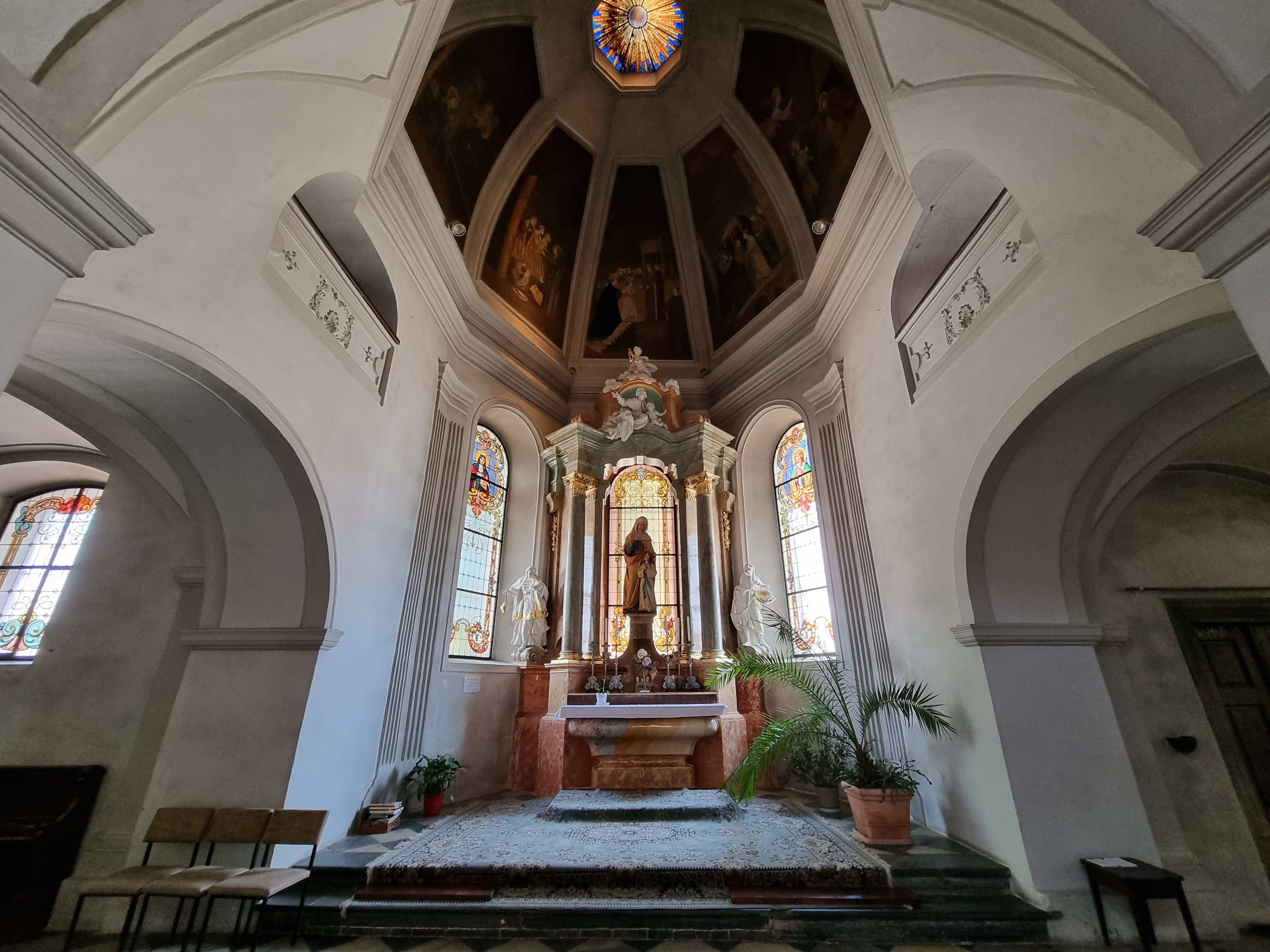
Kaple svaté Anny
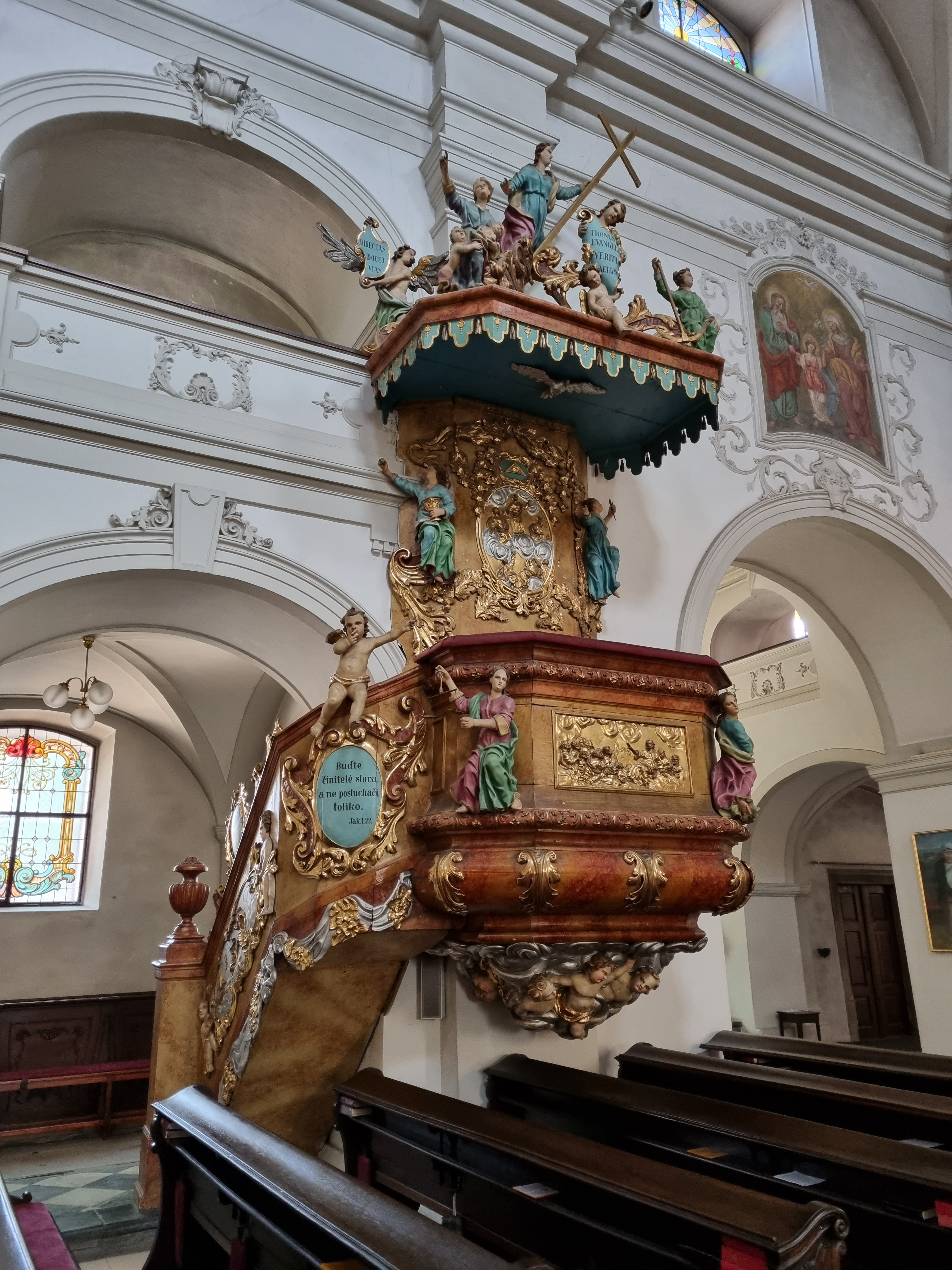
Kazatelna
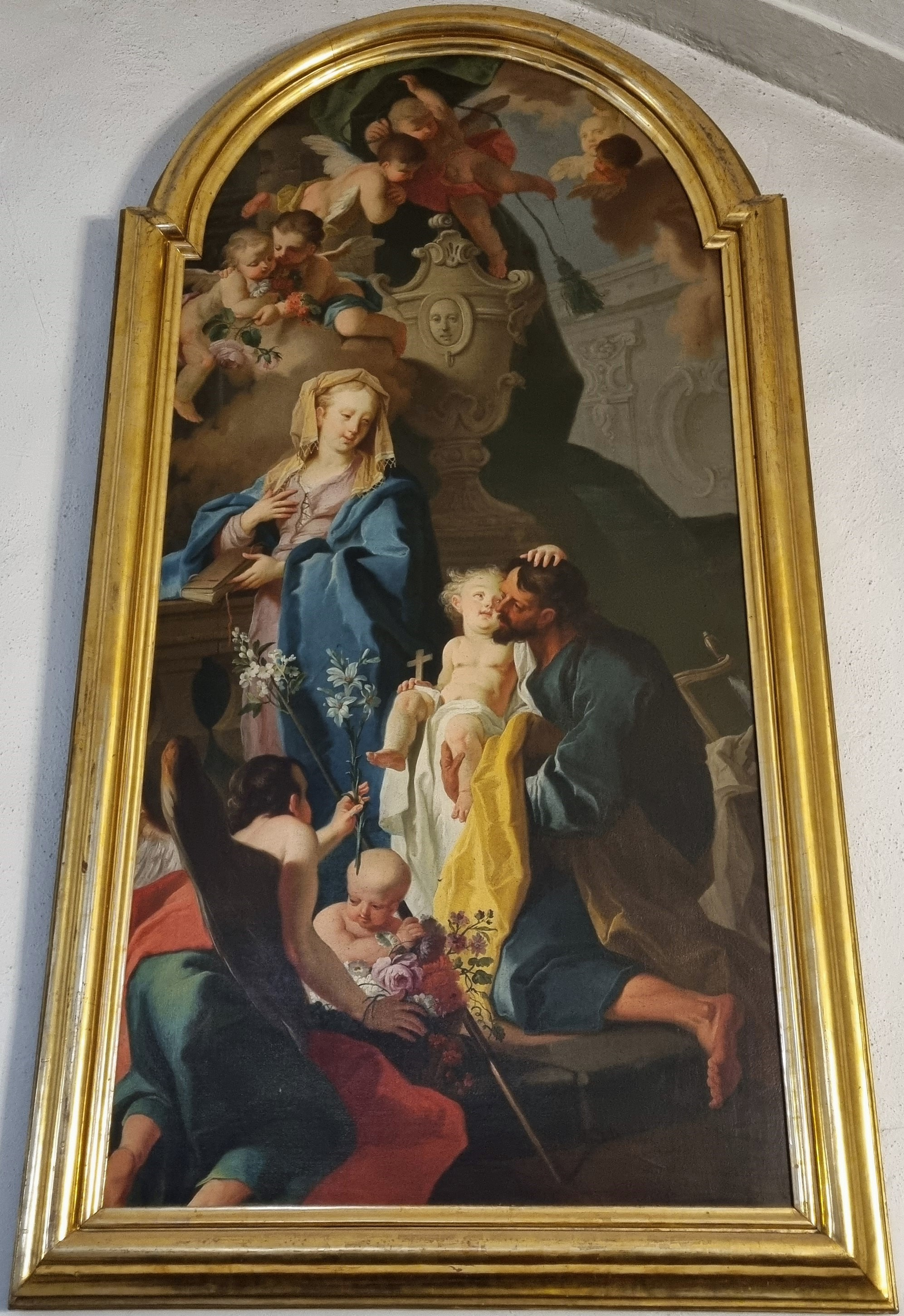
Obraz svaté Rodiny od Františka V. Korompaye